# Landtagswahlkreis Stuttgart IV
Der Wahlkreis Stuttgart IV (Wahlkreis 04) ist ein Landtagswahlkreis in Baden-Württemberg. Er umfasst die Stadtbezirke Stuttgart-Ost (ohne Gänsheide und Uhlandshöhe), Bad Cannstatt, Obertürkheim, Untertürkheim, Wangen, Hedelfingen und Mühlhausen (nur Stadtteil Neugereut) des Stadtkreises Stuttgart.
Die Grenzen der Landtagswahlkreise wurden nach der Kreisgebietsreform von 1973 zur Landtagswahl 1976 grundlegend neu zugeschnitten und seitdem nur punktuell geändert. Die vier Stuttgarter Wahlkreise blieben in diesem Zeitraum bis zur Landtagswahl 2006 unverändert. Seit der Landtagswahl 2011 gab es jedoch erstmals Veränderungen im Wahlkreiszuschnitt. Weil es in Stuttgart weiterhin vier ganze Wahlkreise gibt, obwohl dadurch jeder dieser Wahlkreise nach Einwohnerzahl erheblich unter dem Durchschnitt liegt, wurde versucht, die Größe der Wahlkreise soweit anzugleichen, dass die jeweiligen Abweichungsbeträge so gering wie möglich bleiben. Deswegen wurden 2011 auch einzelne Stadtbezirke zwischen verschiedenen Wahlkreisen aufgeteilt. Aus dem Wahlkreis Stuttgart IV wurden die Stadtteile Gänsheide und Uhlandshöhe des Stadtbezirkes Stuttgart-Ost dem Wahlkreis Stuttgart I zugeordnet. Zum Ausgleich wurden der Stadtbezirk Hedelfingen (bis 2006 Wahlkreis Stuttgart II) und der Stadtteil Neugereut aus dem Stadtbezirk Mühlhausen (bis 2006 Wahlkreis Stuttgart III) an den Wahlkreis Stuttgart IV angegliedert.

## Wahl 2021
Die Landtagswahl 2021 hatte folgendes Ergebnis:
| Direktkandidat        | Partei               | Stimmen in % | Landtagswahl 2016 Stimmen in % |
| --------------------- | -------------------- | ------------ | ------------------------------ |
| Petra Olschowski      | Grüne                | 35,6         | 34,4                           |
| Roland Schmid         | CDU                  | 21,5         | 22,2                           |
| Jörg Feuerbacher      | AfD                  | 5,8          | 12,0                           |
| Katrin Steinhülb-Joos | SPD                  | 13,2         | 13,5                           |
| Thilo Scholpp         | FDP                  | 9,7          | 8,0                            |
| Ursula Beck           | Die Linke            | 7,0          | 5,9                            |
| Patrick Zolg          | ÖDP                  | 0,4          | 0,5                            |
| Daniel Kannenberg     | Die PARTEI           | 1,7          | –                              |
| Ralf Wendel           | Freie Wähler         | 1,6          | –                              |
| Monika Toljan         | dieBasis             | 0,6          | –                              |
| Christian Reitter     | KlimalisteBW         | 1,0          | –                              |
| Karen Konrad          | Gesundheitsforschung | 0,4          | –                              |
| Sabine Mayer-Paris    | WiR2020              | 0,4          | –                              |
| Jan König             | Volt                 | 0,9          | –                              |
| –                     | Sonstige             | –            | 3,6                            |

## Wahl 2016
Die Landtagswahl 2016 hatte folgendes Ergebnis:
| Direktkandidat     | Partei           | Stimmen in % | Landtagswahl 2011 Stimmen in % |
| ------------------ | ---------------- | ------------ | ------------------------------ |
| Brigitte Lösch     | Grüne            | 34,4         | 32,3                           |
| Roland Schmid      | CDU              | 22,2         | 31,4                           |
| Rolf Gaßmann       | SPD              | 13,5         | 22,4                           |
| Eberhard Brett     | AfD              | 12,0         | –                              |
| Jan Havlik         | FDP              | 08,0         | 05,1                           |
| Bernd Riexinger    | Die Linke        | 05,9         | 04,0                           |
| Norbert Welk       | Piraten          | 01,3         | 01,7                           |
| Matthias Ebner     | Tierschutzpartei | 01,2         | –                              |
| Peter Gerlach      | ALFA             | 00,6         | –                              |
| Iris Baur          | ödp              | 00,5         | 00,6                           |
| Lutz Schernau      | NPD              | 00,2         | 00,6                           |
| Winfried Hantschel | REP              | 00,2         | 01,1                           |
| Madeleine Fellauer | BüSo             | 00,1         | –                              |

## Wahl 2011
Die Landtagswahl in Baden-Württemberg 2011 fand am 27. März 2011 statt. Folgende Kandidaten sind zur Wahl angetreten:
| Direktkandidat              | Partei         | Stimmen in % | Landtagswahl 2006 Stimmen in % |
| --------------------------- | -------------- | ------------ | ------------------------------ |
| Brigitte Lösch              | Grüne          | 32,3         | 14,4                           |
| Christine Arlt-Palmer       | CDU            | 31,4         | 37,2                           |
| Martin Körner               | SPD            | 22,4         | 29,2                           |
| Michael Marquardt           | FDP            | 05,1         | 09,8                           |
| Marta Aparicio de Eckelmann | Die Linke      | 04,0         | WASG: 3,5                      |
| Norbert Welk                | Piraten        | 01,7         | –                              |
| Andrea Bürkle               | REP            | 01,1         | 02,7                           |
| Heiko Köhler                | NPD            | 00,6         | 00,6                           |
| Josef Wagner                | ödp            | 00,6         | 00,3                           |
| Elvir Ibrahimovic           | BIG            | 00,5         | –                              |
| Ulrich Hasenohr             | Einzelbewerber | 00,2         | –                              |
| –                           | Sonstige       | –            | 2,4                            |

## Abgeordnete seit 1976
Bei den Landtagswahlen in Baden-Württemberg hat jeder Wähler nur eine Stimme, mit der sowohl der Direktkandidat als auch die Gesamtzahl der Sitze einer Partei im Landtag ermittelt werden. Dabei gibt es keine Landes- oder Bezirkslisten, stattdessen werden zur Herstellung des Verhältnisausgleichs unterlegenen Wahlkreisbewerbern Zweitmandate zugeteilt.
Den Wahlkreis Stuttgart IV vertraten seit 1976 folgende Abgeordnete im Landtag:
| Partei | Art des Mandats | Gewählte |
| ------ | --------------- | --- |
| CDU    | Erstmandat      | Horst Poller 1976, 1980, 1984 Franz Longin 1988 Roland Schmid 1996 Michael Föll 2006, Mandat niedergelegt zum 30. September 2008 Ilse Unold, nachgerückt am 1. Oktober 2008 |
| Grüne  | Erstmandat      | Brigitte Lösch 2011, 2016 Petra Olschowski 2021 |
| SPD    | Erstmandat      | Helga Ulmer 1992 Inge Utzt 2001 |
| SPD    | Zweitmandat     | Liselotte Bühler 1976, 1980, 1984, 1988 Katrin Steinhülb-Joos 2021 |
| FDP    | Zweitmandat     | Volker Klenk 1976 |